# N286 (België)
De N286 is een voormalige gewestweg in België die Tildonk met Werchter verbindt. De weg heeft 2x1 rijstroken en heeft een lengte van ongeveer 9 kilometer.

## Traject
De weg begint aan de N26 (Mechelsesteenweg) in Tildonk en eindigt op de N21 (Provinciebaan) in Werchter.
De weg heeft achtereenvolgens de naam Eikestraat (gemeente Herent), Woeringstraat, Kruineikestraat, De Costerstraat, Wakkerzeelsestraat, Vinkstraat, Pastoriestraat (gemeente Haacht) en Dijlekant (gemeente Rotselaar).

## Plaatsen langs de N286
- Tildonk
- Wespelaar
- Wakkerzeel
- Werchter

## Wegbeheerder
De N286 werd in de jaren 2000 overgedragen van het Vlaams Gewest naar de betreffende gemeenten Herent, Haacht en Rotselaar.
- Krachtens het besluit van 25 juni 2007 van de Vlaamse minister van Openbare Werken, Energie, Leefmilieu en Natuur wordt de gewestweg N286 Herent-Rotselaar, tussen kilometerpaal 0.000 en 0.779, gelegen op het grondgebied van de gemeente Herent, aan zijn bestemming van gewestweg onttrokken en ingedeeld bij de gemeentewegen.
- Krachtens het besluit van 2 april 2003 van de Vlaamse minister van Mobiliteit, Openbare Werken en Energie, werd de gewestweg N286 Herent-Werchter tussen kmp 0,779 en 6,680, gelegen op het grondgebied van de gemeente Haacht, aan zijn bestemming van gewestweg onttrokken en ingedeeld bij de gemeentewegen.
- Bij besluit van de Vlaamse Regering van 11 december 2009 werd de gewestweg N286 Herent-Werchter tussen kmp. 6.680 en 8.460 overgedragen aan de gemeente Rotselaar.

De gemeenten ontvingen elk voor deze overdracht een investeringssubsidie voor het in goede staat brengen van de weg.